# .ไทย
.ไทย является вторым национальным доменом верхнего уровня для Таиланда.
В 2010 году был зарегистрирован и введен в эксплуатацию новый домен верхнего уровня для Таиланда, предназначенный для доменных имен на местном языке. Этим доменом верхнего уровня является домен .ไทย. По состоянию на 2011 год, тысячи сайтов с этим доменом являются активными.

## Домены второго уровня
Существует 7 доменов второго уровня:
| Для имён на английском языке | Для имён на тайском языке | Назначение                            |
| ---------------------------- | ------------------------- | ------------------------------------- |
| .ac.th                       | .ศึกษา.ไทย                 | Обучение                              |
| .co.th                       | .ธุรกิจ.ไทย                 | Коммерция                             |
| .go.th                       | .รัฐบาล.ไทย                | Правительство                         |
| .mi.th                       | .ทหาร.ไทย                 | Военные сайты                         |
| .or.th                       | .องค์กร.ไทย                | Некоммерческие организации            |
| .net.th                      | .เน็ต.ไทย                  | Интернет провайдеры                   |
| .in.th                       | .ไทย                      | Индивидуальные компании и организации |